# اشکان سهرابی
اشکان سهرابی (زاده ۱۰ بهمن ۱۳۶۸ – درگذشته ۳۰ خرداد ۱۳۸۸) جوانی بود که در جریان اعتراضات مردمی به نتایج انتخابات ۲۲ خرداد ۱۳۸۸ در روز شنبه ۳۰ خرداد ۱۳۸۸ بر اثر اصابت سه گلوله به سینه‌اش درگذشت.

## زندگی‌نامه
اشکان سهرابی متولد ۱۳۶۸، دانشجوی مهندسی فناوری اطلاعات دانشگاه آزاد قزوین بوده‌است.
اشکان سهرابی دارای کمربند مشکی و دان ۲ تکواندو بوده‌است.

#### خاکسپاری
خواهر او در پاسخ به این سؤال که آیا پیکر اشکان را به راحتی تحویل گرفتید، گفت: «بهتر است در این باره حرف نزنیم. من هنوز درجریان این امور نیستم.» به گفتهٔ خواهر اشکان در مراسم ختم اشکان مشکلی به وجود نیامد، اما دو خودروی انتظامی حضور داشتند. اشکان در قطعهٔ ۲۵۷ بهشت زهرا، ردیف ۵۰، شماره ۱۹ به خاک سپرده شده‌است.

## اهدای پیراهن علی کریمی
علی کریمی که از هوادارن جنبش سبز به‌شمار می‌رود، در ۱۲ شهریور ۱۳۹۰ پیراهن شماره ۱۶ باشگاه شالکه آلمان که زمانی بر تن می‌کرد را به مادر اشکان سهرابی هدیه کرد. همچنین مادر اشکان نیز با تشکر از علی کریمی، وی را «افتخار همه مردم ایران» نامید.